# Československá basketbalová liga 1971-1972
La Československá basketbalová liga 1971-1972 è stata la 44ª edizione del massimo campionato cecoslovacco di pallacanestro maschile. La vittoria finale è stata ad appannaggio dello Slavia VŠ Praga.

## Risultati

### Stagione regolare
|     | Squadra              | G  | V  | P  | PF   | PS   | Pt. | Qualificazione |
| --- | -------------------- | -- | -- | -- | ---- | ---- | --- | -------------- |
| 1.  | Slavia VŠ Praga      | 22 | 21 | 1  | 2197 | 1687 | 43  |                |
| 2.  | Zbrojovka Brno       | 22 | 19 | 3  | 2136 | 1821 | 41  |                |
| 3.  | Dukla Olomouc        | 22 | 17 | 5  | 2129 | 1872 | 39  |                |
| 4.  | Sparta ČKD Praga     | 22 | 12 | 10 | 1924 | 1800 | 35  |                |
| 5.  | Tatran Ostrava       | 22 | 14 | 8  | 1810 | 1790 | 34  |                |
| 6.  | Iskra Svit           | 22 | 9  | 13 | 1700 | 1696 | 31  |                |
| 7.  | Baník Ostrava        | 22 | 9  | 13 | 1740 | 1724 | 31  |                |
| 8.  | Baník Prievidza      | 22 | 8  | 14 | 1743 | 1908 | 30  |                |
| 9.  | Pardubice            | 22 | 8  | 14 | 1926 | 1976 | 30  |                |
| 10. | Slavoj Vyšehrad      | 22 | 8  | 14 | 1668 | 1926 | 30  | retrocesse     |
| 11. | Slávia TU Košice     | 22 | 4  | 18 | 1623 | 1974 | 26  | retrocesse     |
| 12. | Moravská Slavia Brno | 22 | 4  | 18 | 1794 | 2115 | 26  | retrocesse     |

| Československá basketbalová liga 1971-1972 |
| ------------------------------------------ |
| Slavia VŠ Praga 6º titolo                  |

## Formazione vincitrice
| N° | Naz.                      | Ruolo | Sportivo          |  | Alt. |  |
| -- | ------------------------- | ----- | ----------------- |  | ---- |  |
|    | Cecoslovacchia (bandiera) | C     | Jiří Zídek        |  | 206  |  |
|    | Cecoslovacchia (bandiera) | P     | Robert Mifka      |  |      |  |
|    | Cecoslovacchia (bandiera) |       | Jiří Růžička      |  | 186  |  |
|    | Cecoslovacchia (bandiera) | P     | Karel Baroch      |  |      |  |
|    | Cecoslovacchia (bandiera) | A     | Jiří Ammer        |  |      |  |
|    | Cecoslovacchia (bandiera) | P     | Jiří Konopásek    |  | 178  |  |
|    | Cecoslovacchia (bandiera) |       | Jan Blažek        |  | 206  |  |
|    | Cecoslovacchia (bandiera) | P     | Gustav Hraška     |  | 187  |  |
|    | Cecoslovacchia (bandiera) | P     | Jaroslav Kantůrek |  | 183  |  |
|    | Cecoslovacchia (bandiera) |       | Sako              |  |      |  |
|    | Cecoslovacchia (bandiera) |       | Sýkora            |  |      |  |
|    | Cecoslovacchia (bandiera) |       | Míčka             |  |      |  |
|    | Cecoslovacchia (bandiera) |       | Velenský          |  |      |  |
|    | Cecoslovacchia (bandiera) | All.  | Jaroslav Šíp      |  |      |  |

## Fonti
- Ing. Pavel Šimák: Historie československého basketbalu v číslech (1932-1985), Basketbalový svaz ÚV ČSTV, květen 1985, 174 stran
- Ing. Pavel Šimák: Historie československého basketbalu v číslech, II. část (1985-1992), Česká a slovenská basketbalová federace, březen 1993, 130 stran
- Juraj Gacík: Kronika československého a slovenského basketbalu (1919-1993), (1993-2000), vydáno 2000, 1. vyd, slovensky, BADEM, Žilina, 943 stran
- Jakub Bažant, Jiří Závozda: Nebáli se své odvahy, Československý basketbal v příbězích a faktech, 1. díl (1897-1993), 2014, Olympia, 464 stran